# Lisi Dámaris Pereira Alvarenga
Lisi Dámaris Pereira Alvarenga (1984) es una bióloga, botánica, brióloga, curadora, y profesora brasileña, que desarrolla, desde 2005, actividades académicas y científicas en el Centro de Ciencias Biológicas, Universidad Federal de Pernambuco.

## Biografía
En 2004, obtuvo la licenciatura en Ciencias Biológicas por la Universidad Federal de Pernambuco, en 2007, un título de maestría en botánica, defendiendo la tesis Estrutura espacial e ecologia de Briófitas epífitas e epífilas de remanescentes de Floresta Atlântica Nordestina na Estação Ecológica Murici, Alagoas; por la Univ. de Pernambuco, con una etapa en la Universidad de Ciencias Agrícolas de Suecia (etapa CAPES PESD); y en 2011, el doctorado en ciencias (botánica) por la misma casa de altos estudios, siendo becaria del Consejo Nacional de Desenvolvimiento Científico y Tecnológico, CNPq, Brasil.
Tiene experiencia en botánica, con énfasis en la taxonomía de criptógamas, trabajando principalmente en la ecología y la conservación de las poblaciones y la biología reproductiva de las briofitas en las zonas tropicales.
Actualmente es profesora asociada III de la Universidad Federal de Pernambuco. Tiene experiencia en Florística y Ecología de briofitas, actuando sobre mata atlántica, diversidad y fenología de las briofitas.

## Algunas publicaciones
- ALVARENGA, L. D. P. ; PÔRTO, K. C. ; ZARTMAN, C. E. 2013. Sex ratio, spatial segregation, and fertilization rates of the epiphyllous moss Crossomitrium patrisiae (Brid.) Müll.Hal. in the Brazilian Atlantic rainforest. Journal of Bryology 35: 88-95

- ZARTMAN, C. E. ; NASCIMENTO, H. E. M. ; CANGANI, K. G. ; ALVARENGA, L. D. P. ; SNÄLL, T. 2012. Fine-scale changes in connectivity affect the metapopulation dynamics of a bryophyte confined to ephemeral patches. Journal of Ecology (impreso) 100

- ALVARENGA, L. D. P. ; PÔRTO, K. C. ; OLIVEIRA, J. R. P. M. 2010. Habitat loss effects on spatial distribution of non-vascular epiphytes in a Brazilian Atlantic forest. Biodiversity and Conservation 19: 619-635

- ALVARENGA, L. D. P. ; PÔRTO, K. C. ; SILVA, M. P.P. ; ALVARENGA, L. D. P. 2009. Relations Between Regional-Local Habitat Loss and Metapopulation Properties of Epiphyllous Bryophytes in the Brazilian Atlantic Forest. Biotropica (Lawrence, KS) 41: 682-691

- ALVARENGA, L. D. P. ; LISBOA, R. C. L. 2009. Contribuição para o conhecimento da taxonomia, ecologia e fitogeografia de Briófitas da Amazônia Oriental. Acta Amazónica (impreso) 39: 495-504 resumen en línea

- ILKIU-BORGES, A. L. ; ALVARENGA, L. D. P. 2008. On Ceratolejeunea atlantica, a new species of Lejeuneaceae (Jungermanniopsida) from Brazil. Nova Hedwigia 86: 237-241

- ALVARENGA, L. D. P. ; OLIVEIRA, J. R. P. M. ; SILVA, M. P. P. ; COSTA, S. O. ; PÔRTO, K. C. 2008. Liverworts of Alagoas State, Brazil. Acta Botanica Brasílica (impreso) 22: 878-890

- ALVARENGA, L. D. P. ; PÔRTO, K. C. 2007. Patch size and isolation effects on epiphytic and epiphyllous bryophytes in the fragmented Brazilian Atlantic forest. Biological Conservation 134: 415-427

- ALVARENGA, L. D. P. ; SILVA, M. P. P. ; OLIVEIRA, J. R. P. M. ; PÔRTO, K. C. 2007. Novas ocorrências de Briófitas para Pernambuco, Brasil. Acta Botanica Brasílica (impreso) 21: 349-360

- ALVARENGA, L. D. P. ; LISBOA, R. C. L. ; TAVARES, A. C. C. 2007. Novas referências de hepáticas (Marchantiophyta) da Floresta Nacional de Caxiuanã para o Estado do Pará, Brasil. Acta Botanica Brasílica (impreso) 21: 649-656

- OLIVEIRA, J. R. P. M.; ALVARENGA, L. D. P. ; PÔRTO, K. C. 2006. Briófitas da Estação Ecológica de Águas Emendadas, Distrito Federal - material coletado por Daniel Vital. Boletim do Instituto de Botânica (São Paulo) 18: 181-195

### Libros

#### Capítulos
- PÔRTO, K. C.; ALVARENGA, L. D. P. ; SANTOS, G. H. F. 2006. Briófitas. In: K.C. Pôrto; J.S. Almeida-Cortez & M. Tabarelli. (orgs.) Diversidade Biológica e Conservação da Floresta Atlântica ao Norte do Rio São Francisco. Brasília: Ministério do Meio Ambiente, p. 123-146

### En Congresos
- SILVA, W. F. P.; SOARES OLIVEIRA, H. C.; ALVARENGA, L. D. P.; NADIA, T. L. 2014. ANÁLISE DE LIVROS DIDÁTICOS DE CIÊNCIAS ADOTADOS PELAS ESCOLAS DE ENSINO FUNDAMENTAL DO MUNICÍPIO DE VITÓRIA DE SANTO ANTÃO, PE, EM RELAÇÃO AO CONTEÚDO DE BRIÓFITAS. LXVº Congresso Nacional de Botânica, CNB

- ALVARENGA, L. D. P.; OLIVEIRA, J. R. P. M.; SILVA, M. P. P.; PÔRTO, K. C. 2006. Brioflora de Floresta Atlántica en una Unidad de Conservación en el Nordeste de Brazil. In: Livro de Resúmenes del IX Congreso Latinoamericano de Botanica. Santo Domingo: Sociedad Latinoamericana de Botanica

- ALVARENGA, L. D. P.; PÔRTO, K. C. 2006. Fertilidade e tipos de reprodução de Briófitas epífilas em uma área de Mata Atlântica: implicações conservacionistas. In: Anais 57.º Congresso Nacional de Botânica, CNB
- ALVARENGA, L. D. P.; PÔRTO, K. C. 2004. Efeito da fragmentação do habitat sobre a riqueza, diversidade e abundância de Briófitas epífitas e epífilas em Mata Atlântica. In: 55.º Congresso Nacional de Botânica, Viçosa
- ALVARENGA, L. D. P.; PÔRTO, K. C. 2003. Diversidade de Briófitas Epífitas e Epífilas em duas Unidades de Conservação de Floresta atlântica em Pernambuco. In: Fortaleza. Anais do VI Congresso de Ecologia do Brasil.

## Honores

### Premios[2]
- 2006: beca ALB por mérito en participación en el IX Congreso Latinoamericano de Botánica 2006, Asociación Latinoamericana de Botánica
- 2004: Premio Verde - Mejor trabajo científico desenvuelto a nivel de graduación, Sociedade Botânica do Brasil[4]

### Membresías
- Sociedad Botánica de Brasil[5]